# Breekpunt

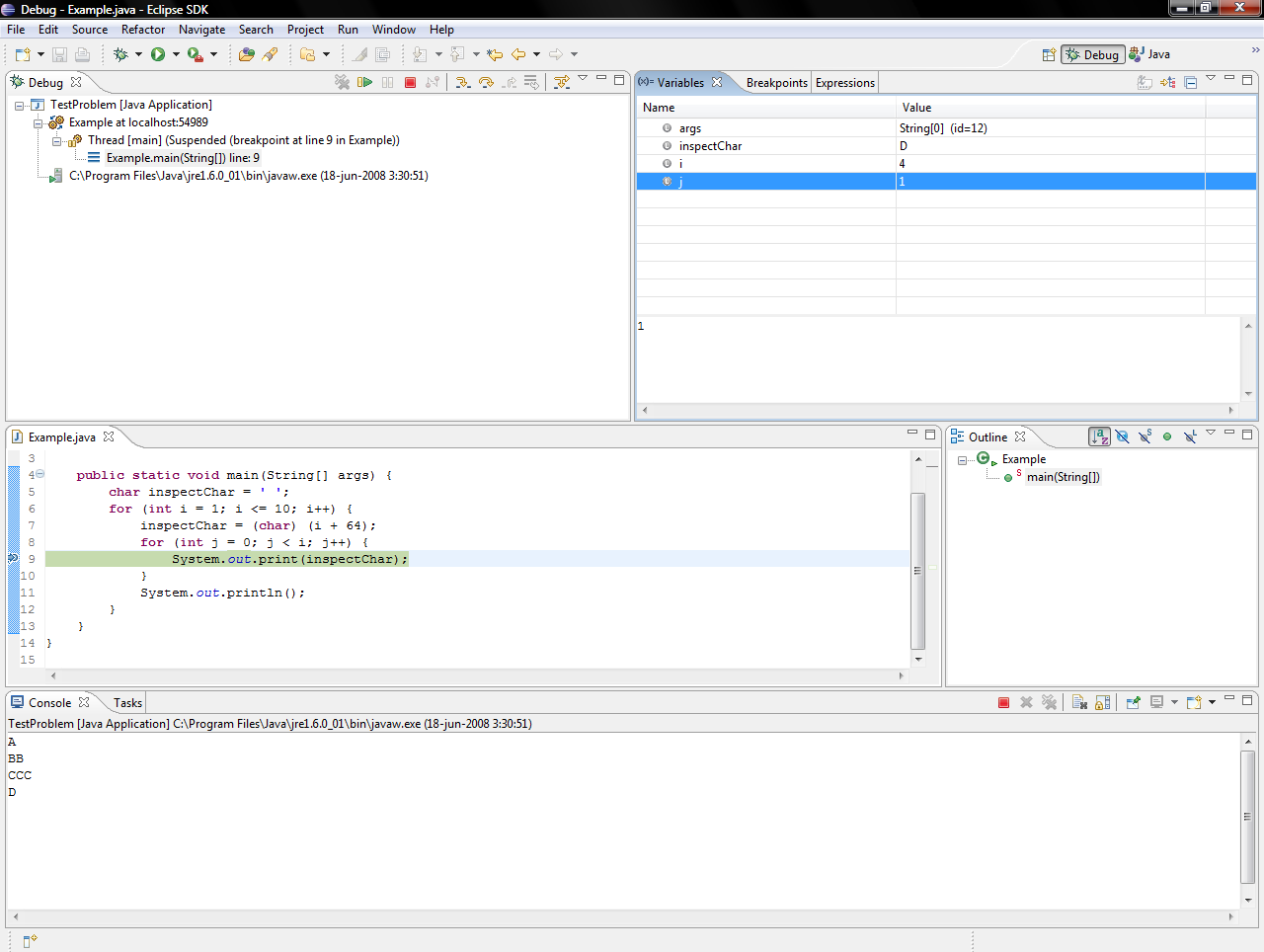
Eclipse met een programma gepauzeerd op een breekpunt.

Bij softwareontwikkeling is een breekpunt (Engels: breakpoint) het opzettelijk stopzetten van de uitvoering van een computerprogramma om het te kunnen debuggen. De programmeur kan vervolgens de toestand van het programma op dat moment inspecteren (zoals de inhoud van het geheugen of van bestanden) om te kijken of het programma naar behoren functioneert.
Een breekpunt kan op een bepaalde plek in de broncode gezet worden zodat het programma gepauzeerd wordt wanneer de uitvoering bij die regel komt. Het is ook mogelijk een breekpunt te laten afhangen van enkele condities om het programma te stoppen als aan die condities is voldaan. Daarnaast kan men een breekpunt instellen als bijvoorbeeld bepaalde locaties in het geheugen worden gelezen of geschreven.